# Jean-Marie Bockel
Jean-Marie Bockel (Estrasburg, 1950) és un polític alsacià, alcalde de Mülhausen des de 1989. Es llicencià en dret i des del 1976 exercí a Mülhausen. El 1974 fou cap de les Joventuts Socialistes a l'Alt Rin, i elegit diputat per l'Alt Rin el 1981 pel Partit Socialista, càrrec que ocupà fins al 2002. Fou nomenat secretari d'estat de comerç el 1984-1986 en el govern de Laurent Fabius. El 2007 fou nomenat secretari d'estat de cooperació amb la Francofonia, i el març de 2008, de defensa d'antics combatents. El 2004 fou escollit senador i de 2001 a 2007 fou president de l'Associació dels Alcaldes de les Grans Ciutats de França.
També fou conseller general de l'Alt Rin de 1982 a 1997, conseller regional d'Alsàcia el 1992, alcalde de Mülhausen des de 1998 i vicepresident de la Comunitat d'Aglomeració de Mülhausen Sud Alsace.